# Khu bảo tồn vườn quốc gia Đảo Sable
Khu bảo tồn vườn quốc gia Đảo Sable là một khu bảo tồn vườn quốc gia nằm tại đảo Sable, cách thành phố Halifax 300 kilômét (190 mi) về phía đông nam và 175 kilômét (109 mi) về phía đông nam điểm gần đại lục thuộc Nova Scotia nhất. Nó nổi tiếng khi là nơi sinh sống của những con Ngựa hoang đảo Sable, được bảo vệ theo đạo luật Vườn quốc gia và phải có sự cấp phép của Cục Công viên Quốc gia Canada khi đến đây. Việc thành lập khu bảo tồn vườn quốc gia có nghĩa là đảo và khu vực xung quanh hòn đảo trong phạm vi bán kính 1 hải lý không cho phép hoạt động khoan thăm dò dầu khí. Hòn đảo trở thành một Khu bảo tồn vườn quốc gia vào ngày 20 tháng 6 năm 2013 với ý định sẽ trở thành vườn quốc gia khi các yêu cầu về đất đai với người thổ dân bản địa Mi'kmaq được giải quyết.

## Sinh thái học
Tên Sable bắt nguồn trong tiếng Pháp bắt nguồn từ "sand" (có nghĩa là cát). Nó không có nhiều cây cối tự nhiên, mà chỉ có Cỏ và các loài thực vật bụi thấp khác. Năm 1901, chính phủ liên bang trồng hơn 80.000 cây trong một nỗ lực để ổn định nền đất trước những cơn sóng và gió biển Đại Tây Dương. Tuy nhiên, tất cả đều chết. Những loài khác được trồng và chỉ có duy nhất Thông Scots là tồn tại được. Mặc dù được trồng từ năm 1960, nhưng cho đến nay nó cũng chỉ cao có vài feet.
Hòn đảo là nơi sinh sống của hơn 550 con Ngựa hoang đảo Sable được luật pháp bảo vệ khỏi sự can thiệp của con người. Những con ngựa này có thể là được thu được từ những người Anh từ Acadians, sau đó được Thomas Hancock, một thương gia Boston và là chú của John Hancock mua lại và đưa chúng tới đảo Sable vào năm 1760..
Khu vực bờ biển là nơi sinh sống của hải cẩu xám và hải cẩu cảng. Số liệu thống kê năm 1960 thì hải cẩu xám có khoảng 200-300 con được sinh ra trên đảo, nhưng cuộc điều tra năm 2003-2004 số lượng sinh ra lên tới 50.000 con. Chúng thỉnh thoảng là thức ăn của các loài cá mập sống ở những vùng nước gần đó. Dựa vào các vết thương của những con may mắn thoát chết cho thấy hầu hết các cuộc tấn công là của loài Cá mập Greenland.
Ngoài ra, hòn đảo cũng là nơi cư trú cho nhiều loài chim cư trú bao gồm cả Nhàn Bắc Cực và Sẻ Ipswich, một phân loài của loài Sẻ Savannah sinh sản trên đảo. Một số loài khác chỉ di trú, bay ngang qua, bị thổi ra đảo trong các trận bão và sau đó trở lại vùng đất tự nhiên của chúng.
Một số loài khác được thả trên đảo và cũng đem lại thành công nhất định bao gồm thỏ, bò và dê. Có một thời điểm, quần thể Hải mã sống trên đảo cho đến khi những thợ săn khiến chúng hoàn toàn vắng bóng tại đảo Sable.